# Indianapolis 500 in 1932

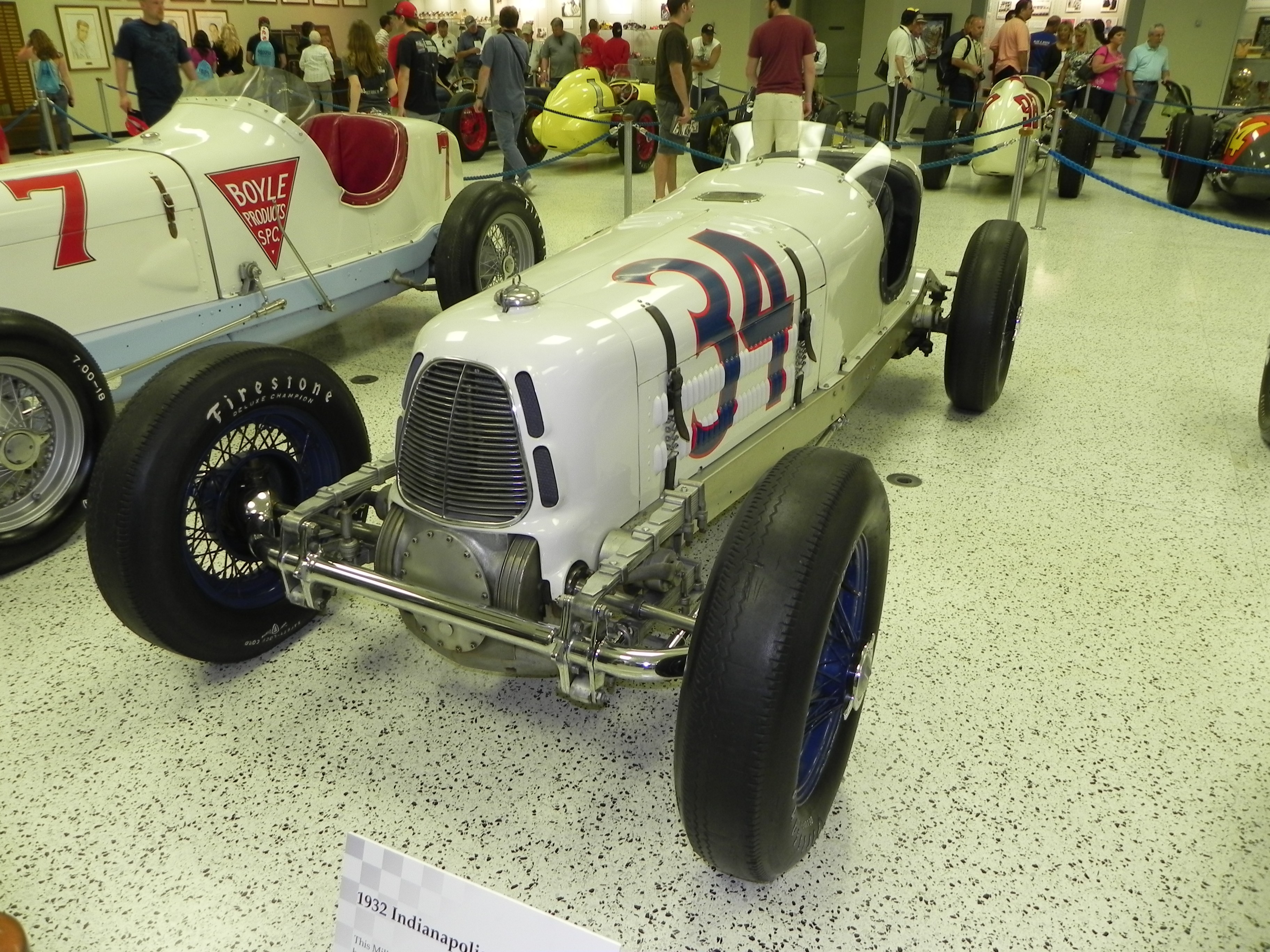
Auto waarmee Fred Frame de Indy 500 van 1932 won

De 20e Indianapolis 500 werd gereden op maandag 30 mei 1932 op de Indianapolis Motor Speedway. Amerikaans coureur Fred Frame won de race. Milton Jones kwam op 27 mei om het leven door een ongeval tijdens trainingsritten die de race voorafgingen.

## Startgrid
| Rij | Binnen              | Midden         | Buiten          |
| --- | ------------------- | -------------- | --------------- |
| 1   | Lou Moore           | Billy Arnold   | Bryan Saulpaugh |
| 2   | Russ Snowberger     | Ira Hall       | Howdy Wilcox II |
| 3   | Louis Meyer         | Paul Bost      | Billy Winn      |
| 4   | Cliff Bergere       | Luther Johnson | Bill Cummings   |
| 5   | Frank Brisko        | Bob Carey      | Joe Huff        |
| 6   | Wesley Crawford     | Peter Kreis    | Al Miller       |
| 7   | Deacon Litz         | Tony Gulotta   | Joe Russo       |
| 8   | Wilbur Shaw         | Al Aspen       | Bob McDonogh    |
| 9   | Stubby Stubblefield | Phil Shafer    | Fred Frame      |
| 10  | Gus Schrader        | Chet Miller    | Louis Schneider |
| 11  | Ernie Triplett      | Malcolm Fox    | Johnny Kreiger  |
| 12  | Ray Campbell        | Freddy Winnai  | Juan Gaudino    |
| 13  | Al Gordon           | Zeke Meyer     | Doc MacKenzie   |
| 14  | Kelly Petillo       |                |                 |

## Race
| #                                  | Coureur             | Auto                  | Ronden | Opgave     |
| ---------------------------------- | ------------------- | --------------------- | ------ | ---------- |
| 1                                  | Fred Frame          | Wetteroh-Miller       | 200    |            |
| 2                                  | Howdy Wilcox II     | Stevens-Miller        | 200    |            |
| 3                                  | Cliff Bergere       | Rigling-Studebaker    | 200    |            |
| 4                                  | Bob Carey           | Stevens-Miller        | 200    |            |
| 5                                  | Russ Snowberger     | Snowberger-Hupmobile  | 200    |            |
| 6                                  | Zeke Meyer          | Rigling-Studebaker    | 200    |            |
| 7                                  | Ira Hall            | Stevens-Duesenberg    | 200    |            |
| 8                                  | Freddy Winnai       | Duesenberg            | 200    |            |
| 9                                  | Billy Winn          | Duesenberg            | 200    |            |
| 10                                 | Joe Huff            | Cooper                | 200    |            |
| 11                                 | Phil Shafer         | Rigling-Buick         | 197    |            |
| 12                                 | Kelly Petillo       | Miller                | 189    |            |
| 13                                 | Tony Gulotta        | Rigling-Studebaker    | 184    |            |
| 14                                 | Stubby Stubblefield | Adams-Miller          | 178    |            |
| 15                                 | Peter Kreis         | Rigling-Studebaker    | 178    | Ongeval    |
| 16                                 | Luther Johnson      | Rigling-Studebaker    | 164    | Mechanisch |
| 17                                 | Wilbur Shaw         | Miller                | 157    | Mechanisch |
| 18                                 | Deacon Litz         | Duesenberg            | 152    | Mechanisch |
| 19                                 | Bill Cummings       | Stevens-Miller        | 151    | Mechanisch |
| 20                                 | Malcolm Fox         | Studebaker            | 132    | Mechanisch |
| 21                                 | Chet Miller         | Hudson                | 125    | Mechanisch |
| 22                                 | Ernie Triplett      | Miller                | 125    | Mechanisch |
| 23                                 | Louis Schneider     | Stevens-Miller        | 125    | Mechanisch |
| 24                                 | Joe Russo           | Rigling-Duesenberg    | 107    | Mechanisch |
| 25                                 | Lou Moore           | Miller                | 79     | Mechanisch |
| 26                                 | Juan Gaudino        | Chrysler              | 71     | Mechanisch |
| 27                                 | Al Miller           | Hudson                | 66     | Mechanisch |
| 28                                 | Doc MacKenzie       | Studebaker            | 65     | Mechanisch |
| 29                                 | Frank Brisko        | Stevens-Miller        | 61     | Mechanisch |
| 30                                 | Ray Campbell        | Graham                | 60     | Mechanisch |
| 31                                 | Billy Arnold        | Summers-Miller        | 59     | Ongeval    |
| 32                                 | Bryan Saulpaugh     | Miller                | 55     | Mechanisch |
| 33                                 | Louis Meyer         | Stevens-Miller        | 50     | Mechanisch |
| 34                                 | Al Aspen            | Duesenberg-Studebaker | 31     | Mechanisch |
| 35                                 | Johnny Kreiger      | Duesenberg            | 30     | Mechanisch |
| 36                                 | Wesley Crawford     | Miller-Duesenberg     | 28     | Mechanisch |
| 37                                 | Paul Bost           | Cooper-Miller         | 18     | Mechanisch |
| 38                                 | Bob McDonogh        | Miller                | 17     | Mechanisch |
| 39                                 | Gus Schrader        | Miller                | 7      | Ongeval    |
| 40                                 | Al Gordon           | Miller                | 3      | Ongeval    |
| Gemiddelde snelheid : 167,604 km/h |                     |                       |        |            |